# Saint-Denis-des-Murs
Saint-Denis-des-Murs ist eine Gemeinde in Frankreich. Sie gehört zur Region Nouvelle-Aquitaine, zum Département Haute-Vienne, zum Arrondissement Limoges und zum Kanton Saint-Léonard-de-Noblat.

## Geografie und Infrastruktur
Die Maulde bildet im Nordosten die Gemeindegrenze. Innerorts verläuft eine Eisenbahnlinie mit einem örtlichen Bahnhof parallel zur Vienne. Die Vienne nimmt im Osten von Saint-Denis-des-Murs die Combade als linken Nebenfluss auf. Die Nachbargemeinden sind Eybouleuf im Nordwesten, Saint-Léonard-de-Noblat im Norden, Champnétery im Nordosten, Bujaleuf im Osten, Masléon im Südosten, Roziers-Saint-Georges und Saint-Bonnet-Briance im Süden, Saint-Paul im Südwesten und La Geneytouse im Westen.

## Bevölkerungsentwicklung
| Jahr      | 1962 | 1968 | 1975 | 1982 | 1990 | 1999 | 2008 | 2013 |
| --------- | ---- | ---- | ---- | ---- | ---- | ---- | ---- | ---- |
| Einwohner | 718  | 635  | 549  | 512  | 486  | 449  | 507  | 529  |

## Sehenswürdigkeiten

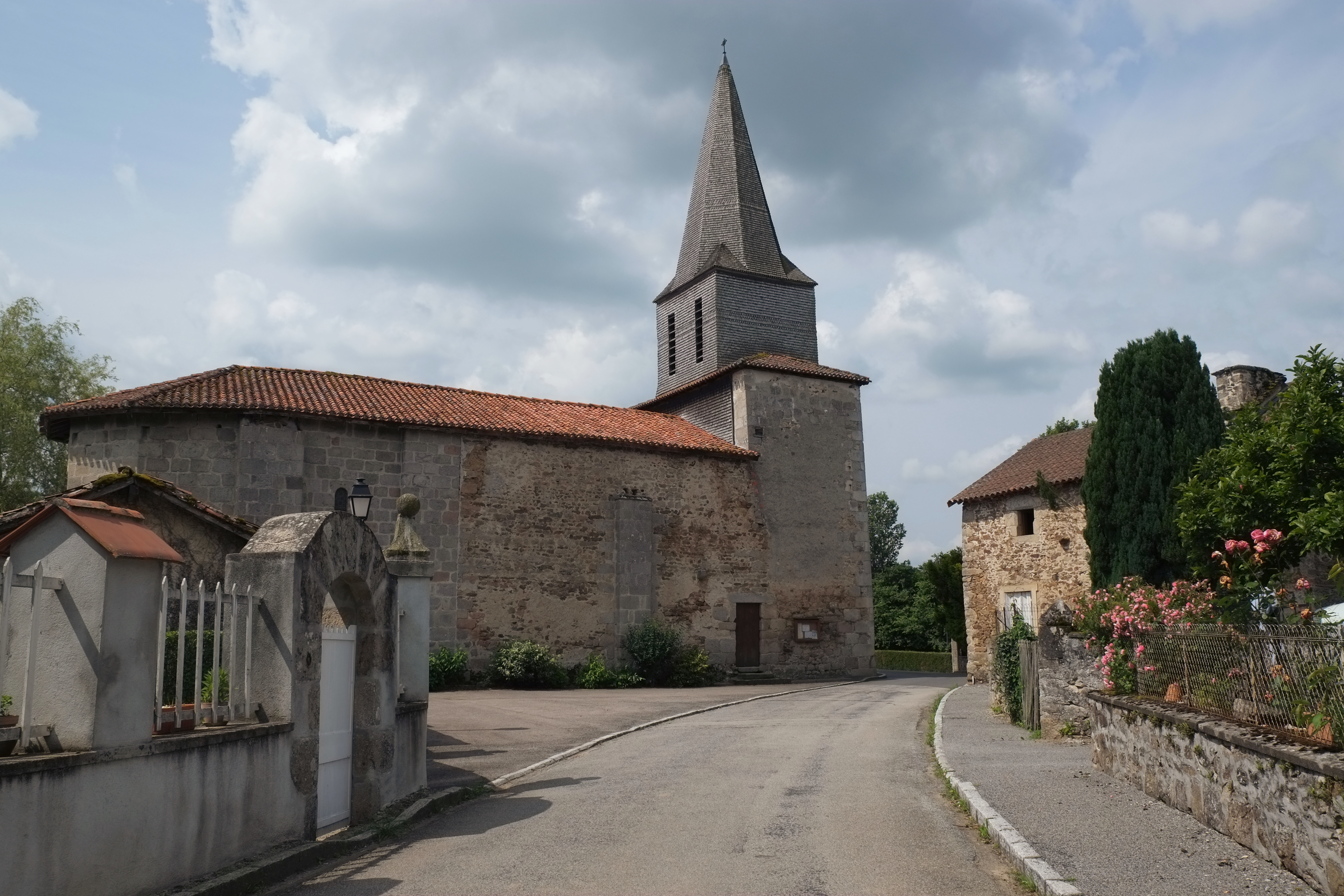
Kirche Saint-Denis
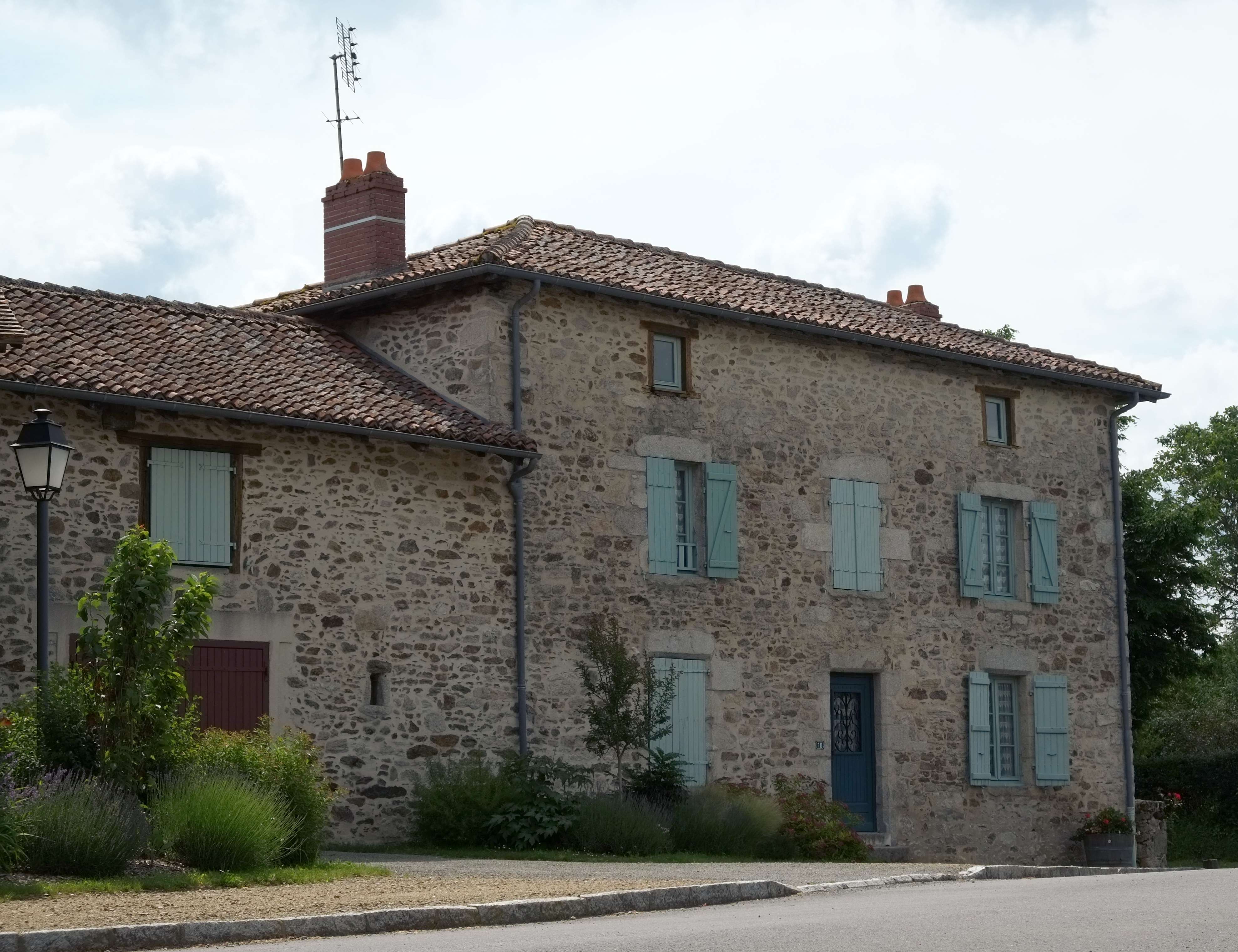
Ehemaliges Pfarrhaus

- Kirche Saint-Denis
- Ehemaliges Pfarrhaus